# María Dolores de la Fe
María Dolores de la Fe Bonilla (Las Palmas de Gran Canaria, 5 de septiembre de 1921 – Ibidem, 11 de junio de 2012) fue una escritora y periodista española.

## Trayectoria
Fue la octava y última hija del matrimonio formado por Teresa Bonilla Rodríguez y Antonio de la Fe. Con once años, ingresó en el Instituto de Enseñanza Secundaria Pérez Galdós, de Las Palmas de Gran Canaria, donde compartió aula y estudios con la escritora Carmen Laforet, con quien mantuvo una estrecha amistad, así como con los poetas Pedro Lezcano y Ventura Doreste y el pintor natural de Gáldar, Antonio Padrón. También mantuvo amistad con la poeta y escritora madrileña Gloria Fuertes.
Desde joven, comenzó a colaborar en distintos medios de comunicación, entre ellos, Falange, El Eco de Canarias, Diario de Las Palmas, La Provincia y La Gaceta de Canarias, destacando por sus artículos de carácter costumbrista. En el diario La Provincia publicó un folletín encuadernable bajo el título Una vaca con satélite. Fue corresponsal de La Vanguardia entre 1972 y 1975 y colaboradora del diario Ya de Madrid, donde vivió durante un tiempo, firmando bajo el pseudónimo Luis Bonilla.
En 1975, fue entrevistada por José María Íñigo en el programa de Televisión Española Directísimo, donde expuso su tesis sobre la condición femenina de Cristóbal Colón.
Falleció en Las Palmas de Gran Canaria a los noventa años de edad.

## Reconocimientos
En 1988, recibió el máximo galardón en el V Premio de Novela Ángel Guerra que concede el Ayuntamiento de la Villa de Teguise, por su obra Tiempo de sepia. Fue miembro del Museo Canario y de la Orden del Cachorro Canario así como se le concedió el título de Bombera Honorífica del Cuerpo de Bomberos de Las Palmas de Gran Canaria a raíz de un artículo sobre este cuerpo profesional. La biblioteca del colegio público Fernando Guanarteme, de Las Palmas de Gran Canaria, lleva su nombre. En junio de 2008 fue nombrada Hija Predilecta de la ciudad de Las Palmas de Gran Canaria.
En noviembre de 2015 se presentó en la Casa Museo Pérez Galdós el libro María Dolores de la Fe. Tres calas bibliográficas, un texto sobre la figura y obra de la escritora y periodista canaria.